# WISE J224607.57−052635.0
```
 
```

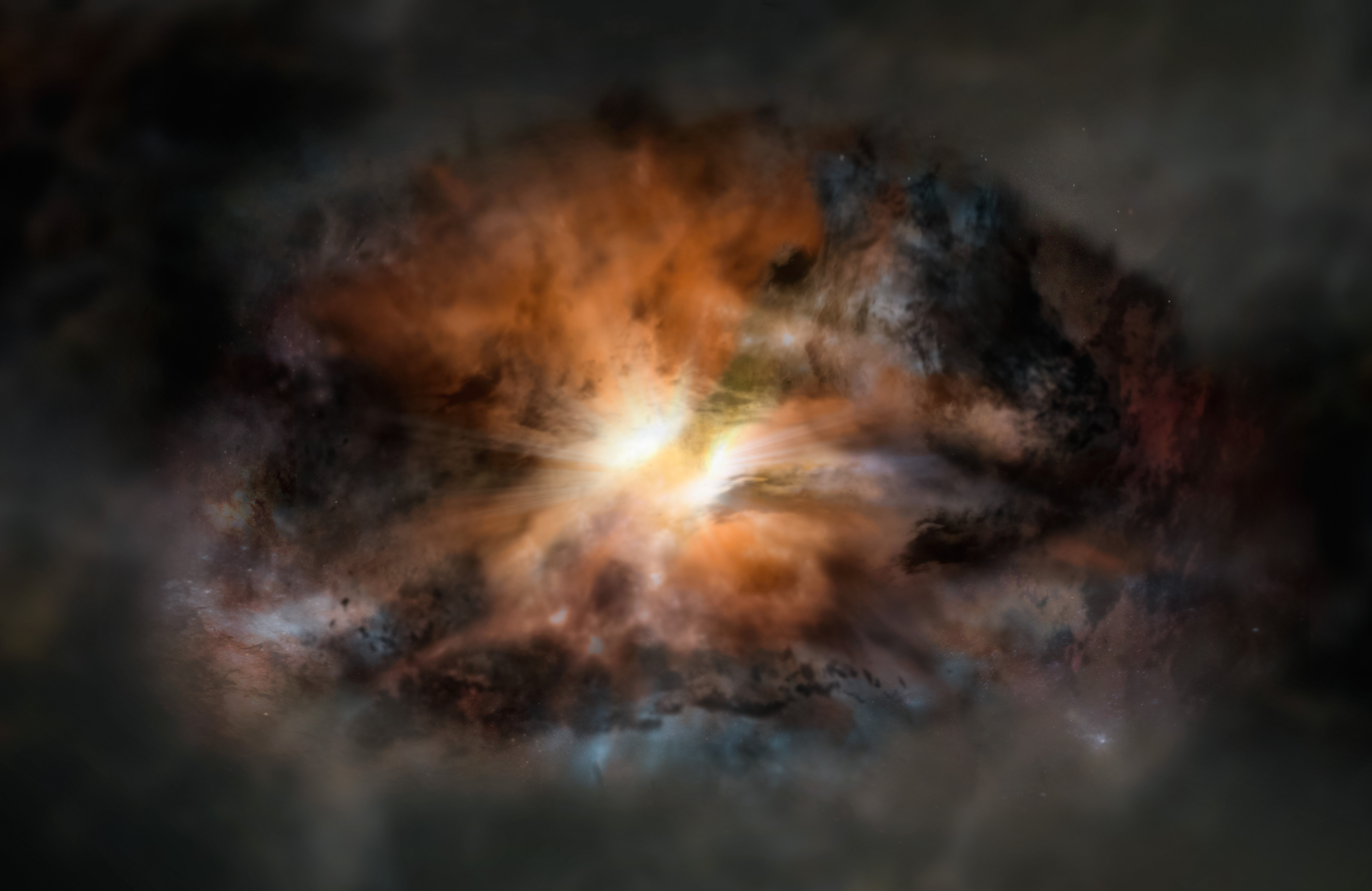
W2246-0526 في أشعة تحت الحمراء بكثافة 350 تريليون شموس.

مجرة WISE J224607.57-052635.0 واختصارها هو (W2246-0526)  هي مجرة مضيئة للغاية وتكون الأشعة فيها تحت الحمراء وصنفت في عام 2015 كأكثر مجرة مضيئة في الكون.    يصل سطوع هذه المجرة إلى 350 تريليون أكثر  من الشمس (349 × 10 12 L☉  ) ، وقد يساهم اندماج المجرات الصغيرة المجاورة في سطوعها.    يتولد الضوء عن طريق الكويزار بمقدار 10 مليارات مرة من كتلة الشمس. يمتص الضوء البصري والأشعة فوق البنفسجية المنبعث من قرص التنامي حول الثقب الأسود العملاق لنجم الكويراز عن طريق غبار المجرة ويتحول في الأشعة تحت الحمراء. على الرغم من ان هذه المجرة أصغر من مجرة درب التبانة الا انها تطلق طاقة أكبر بمقدار 10.000 مرة. تبلغ مسافة السفر الضوئية في هذه المجرة 12.5 مليار سنة ضوئية إلى الأرض. اكتشفت المجرة باستخدام ماسح مستكشف للأشعة تحت الحمراء ذو المجال الواسع. .     

## روابط خارجية
- SDSS data and images
- Brightest Galaxy Video Scientific American